# 佐原ひかり
佐原 ひかり（さはら ひかり、1992年6月12日 - ）は、日本の小説家。兵庫県生まれ。大阪大学文学部卒業。

## 略歴
2017年、「ままならないきみに」（苦夏まどか名義）で 第190回コバルト短編小説新人賞受賞。2019年、「きみのゆくえに愛を手を」で第2回氷室冴子青春文学賞大賞受賞。2021年、同作を改題・加筆の上で書き下ろしを加えた『ブラザーズ・ブラジャー』を刊行し単行本デビューする。

## 単行本
- 『ブラザーズ・ブラジャー』（2021年6月 河出書房新社 ISBN 978-4309029641 / 2024年10月 河出文庫）
  - 「ブラザーズ・ブラジャー」 - 第2回氷室冴子青春文学賞大賞受賞作「きみのゆくえに愛を手を」を改題、加筆修正
  - 「ブラザーズ・ブルー」 - 書き下ろし
- 『ペーパー・リリイ』（2022年7月 河出書房新社 ISBN 978-4309030500）[4]
- 『人間みたいに生きている』（2022年9月 朝日新聞出版 ISBN 978-4022518590 / 2025年8月 朝日文庫 ISBN 978-4022652034）
  - 初出:『小説トリッパー』2022年春季号
- 『鳥と港』（2024年5月 小学館 ISBN 978-4093867191）
  - 初出:『STORY BOX』2023年3、5、9、11月号 - 2024年3月号連載
- 『スターゲイザー』（2024年9月 集英社 ISBN 978-4087718782）
  - 初出:『小説すばる』2022年8月号・11月号、2023年2月号・10月号、2024年1月号・4月号・5月号
- 『ネバーランドの向こう側』（2025年6月 PHP研究所 ISBN 978-4569859408）
  - 初出:『PHP』2023年1月号 - 6月号、2023年10月号 - 2025年3月号連載「天国よりも、どこへでも」を改題、加筆修正

## アンソロジー収録
- 「そういうことなら」 - 『朝倉かすみリクエスト！ スカートのアンソロジー』（2021年8月 光文社 / 2022年8月 光文社文庫 ISBN 978-4334794019）
  - 初出:『小説宝石』2020年7月号
- 「ことばに操られないために」 - 『from under 30 世界を平和にする第一歩』（2022年9月 河出書房新社 ISBN 978-4309617428）
- 「一角獣の背に乗って」 - 『雨の中で踊れ 現代の短篇小説 ベストコレクション2023』（2023年9月 文春文庫 ISBN 978-4167921040）
  - 初出:『小説新潮』2022年6月号
- 「あなたに見合う神さまを」 - 『嘘があふれた世界で』（2024年2月 新潮文庫nex ISBN 978-4101802824）
  - 初出:『小説新潮』2023年3月号

## 単行本未収録作品
- 「リデルハウスの子どもたち」 - 『スピン/spin』第1号 - 第3号、第5号 - 第7号（2022年9月 - 2024年3月、休載中）
- 「玉ばあ」 - 『ダ・ヴィンチ』2023年3月号
- 「ユア・マイ・ランド」[5] - 『小説新潮』2023年4月号
- 「出せなかった手紙」 - 『GOAT』第1号（2024年11月 小学館）
- 「をとめの葬装」 - 『装苑』2025年7月号
- 「世界を救ったことがある」 - 『小説トリッパー』2025年夏季号